# MGM-5 Corporal
MGM-5 Corporal var en amerikansk taktisk ballistisk robot och det första styrda robotvapen som kunde förses med en kärnladdning.

## Utveckling

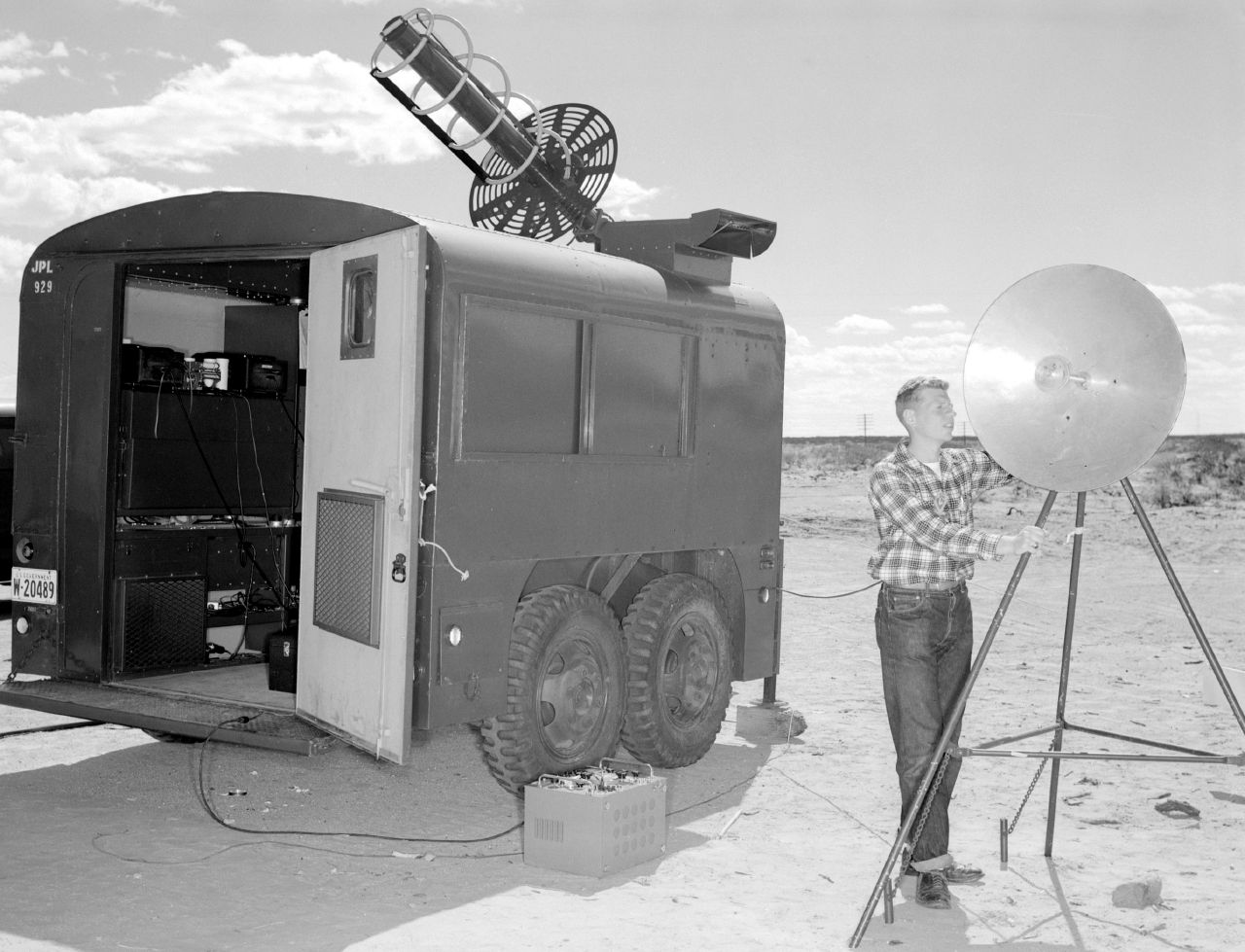
Släpvagn med styrdatasändare. Parabolen på tripod intill är för mottagning av telemetridata. White Sands Missile Range, 11 mars 1953.

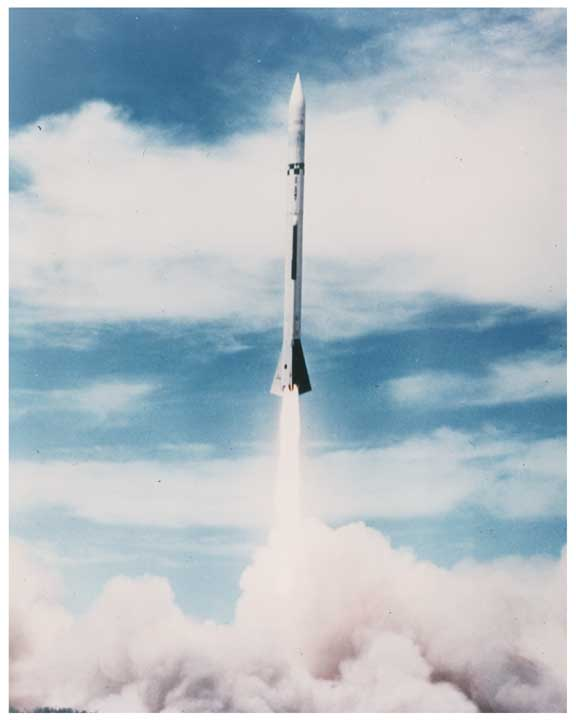
En MGM-5 Corporal efter avfyrning.

Så snart existensen av det tyska robotvapnet V-2 blev känt började USA att utveckla ett liknande vapen. Försöken samordnades i Project ORDCIT som utfördes av Jet Propulsion Laboratory (JPL) och California Institute of Technology (CalTech). Det resulterade i den krutdrivna raketen Private och den vätskedrivna Corporal. Båda dessa var ostyrda och mer lämpade som sondraketer än som vapensystem. År 1947 testades en vidareutvecklad version av Corporal kallad Corporal E med tröghetsnavigering för att ge den en mer exakt och förutbestämd bana. År 1949 beslutade USA:s armé att utveckla Corporal E till ett vapensystem genom att komplettera  tröghetsnavigeringen med fjärrstyrning så att en operatör kunde följa roboten med radar och korrigera dess bana. År 1950 beslutades att den skulle förses med en kärnladdning och 1951 fastställdes konstruktionen och Firestone fick ett avtal om serieproduktion. Den första provskjutningen genomfördes 7 augusti 1951 och i april 1954 togs den i tjänst i USA:s armé.
Robotsystemet var komplext och svårt att underhålla eftersom det i princip var ett vapeniserat forskningsprojekt. Armén genomförde därför ett antal modifieringar för att göra robotsystemet mer lättanvänt. Till exempel tillsattes fluorvätesyra som inhibitor i raketbränslet för att minska problemen med korrosion. Andra förändringar var ny radar för robotföljning och bankorrigering, nytt transportfordon, förbättrat styrsystem, propellergenerator i stället för batterier, etc. Men trots alla förbättringar blev Corporal aldrig särskilt tillförlitlig. Tankning av det brandfarliga och frätande raketbränslet var ett ständigt problem och det tog ungefär nio timmar från att bataljonen nådde sin grupperingsplats tills systemet var eldberett. Att systemet var känsligt för störsändning var även det en källa till oro. Corporal-robotarna kom därför att ersättas av MGM-29 Sergeant under 1960-talet.

## Export
Det enda land som systemet exporterades till var Storbritannien. Utbildningen av brittiska robottrupper utfördes inledningsvis vid Fort Bliss i USA, men flyttades snart till South Uist i Yttre Hebriderna. Den huvudsakliga orsaken till att Storbritannien 1955 annekterade den obebodda klippön Rockall var att utvidga Storbritanniens territorialvatten för att hindra sovjetiska fartyg från att spionera på de brittiska prov- och övningsskjutningarna med Corporal-robotar.

## Utplacering
Som mest var åtta amerikanska Corporal-bataljoner utplacerade i Europa; sex i Tyskland och två i Italien. De brittiska bataljonerna var stationerade i Storbritannien och var tänkta att skeppas över till kontinenten i händelse av krig. En Corporal-bataljon bestod av 250 man, 35 fordon och 10 robotar fördelade på två robotbatterier. Bataljonerna stod under direkt befäl av en armékårchef.

## Versioner
- WAC Corporal – Sondraket som började användas i september 1945.
- Corporal E – Testraket försedd med tröghetsnavigering, första provskjutningen 22 maj 1947.
- Corporal I – Första serieproducerade roboten. Första provskjutning 7 augusti 1952, tagen i tjänst i april 1954.
- Corporal II – Som Corporal I men med förbättrad kringutrustning för att göras mer mobil och snabbare att få eldberedd.
- Corporal IIa – Andra produktionsserie med förbättrat styrsystem och med ny bränsleblandning. Tagen i tjänst 1957.
- Corporal IIb – Corporal IIa med rammluftturbin i stället för batterier. Tagen i tjänst 1958.
- Corporal III – Föreslagen version med ytterligare förbättrat styrsystem. Avbeställd till förmån för MGM-29 Sergeant.

### Beteckningar
Robotarna har under sin utveckling burit flera olika beteckningar.
| Namn         | Beteckning | Beteckning | Beteckning | Beteckning |
| Namn         | Före 1951  | 1951–1954  | 1954–1963  | Efter 1963 |
| ------------ | ---------- | ---------- | ---------- | ---------- |
| WAC Corporal | RTV-G-1    | —          | —          | —          |
| Corporal E   | RTV-G-2    | RV-A-2     | —          | —          |
| Corporal I   | SSM-G-17   | SSM-A-17   | XM2        | —          |
| Corporal II  | —          | XSSM-A-17a | XM2E2      | —          |
| Corporal IIa | —          | SSM-A-17a  | M2         | MGM-5A     |
| Corporal IIb | —          | —          | M2A1       | MGM-5B     |

RTV = Research and Test Vehicle, RV = Research Vehicle, SSM = Surface-to-Surface Missile, MGM = Mobile Guided Missile

## Användare
- USA:s armé
  - 38:e fältartilleriregementet
  - 39:e fältartilleriregementet
  - 40:e fältartilleriregementet
  - 80:e fältartilleriregementet
  - 81:a fältartilleriregementet
  - 82:a fältartilleriregementet
  - 84:e fältartilleriregementet
- Storbritanniens armé
  - 27:e kungliga artilleriregemenet
  - 47:e kungliga artilleriregemenet